# 송혜교
송혜교(한국 한자: 宋慧敎, 1981년 11월 22일~)는 대한민국의 배우이다.

## 초기 생애
송혜교는 1981년 11월 22일 경상북도 대구광역시 달서구 장기동에서 태어났다. 본관은 여산. 부모님의 이혼으로 홀어머니 밑에서 성장하였다. 어머니와 서울특별시 강남구로 이사하면서 초등학교에 입학하였다. 초등학생 때부터 중학교 2학년까지 피겨스케이팅 선수로 활동했었지만 연기 활동에 집중하기 위해 그만뒀다. 송혜교는 어릴적 자신이 수줍음이 많은 내성적인 성격이라고 생각했지만 당시 그녀를 담당했던 고등학교 시절 교사는 “송혜교는 친구와 잘 어울리는 항상 밝은 분위기의 학생이었다. 명랑한 성격을 지녔다.”라고 언급했다.

## 경력

### 초기 경력
송혜교는 중학교 3학년에 재학 중이던 1996년에 교복 회사에서 주최한《선경(현 SK) 스마트 학생복 모델 선발대회》에 출전하여 대상을 수상하면서 연예계에 데뷔하였다. 그녀는 교복 광고 모델에 발탁된지 얼마 되지않아, 방송국으로부터 연락을 받았고 오디션에 합격해 1995년 KBS1 청소년 드라마 《신세대 보고서 어른들은 몰라요》에 단역을 통해 연기자로서 데뷔했다.
송혜교는 1996년 KBS2 드라마《첫사랑》에서 여주인공 효경(이승연 분)의 과외 학생 역으로 출연하고, 이외에도 KBS2《행복한 아침》, 《웨딩드레스》, SBS 《아름다운 얼굴》, 《그들이 만났을 때》, MBC 《짝》(1997), 《육남매》, SBS 《백야 3.98》(1998)등의 작품에 단역으로 출연하였다. 또한 그늘과 근심이 없는 순수발랄하고 애교 넘치는 오혜교 역을 맡아 귀여운 이미지로 인기를 모은 SBS 《순풍산부인과》와《행진》, 《나 어때》등의 청춘 시트콤에 연이어 출연하며 하이틴 스타로 활약하였다.

### 2000-2004:가을동화, 한류 스타로 주목 및 성공

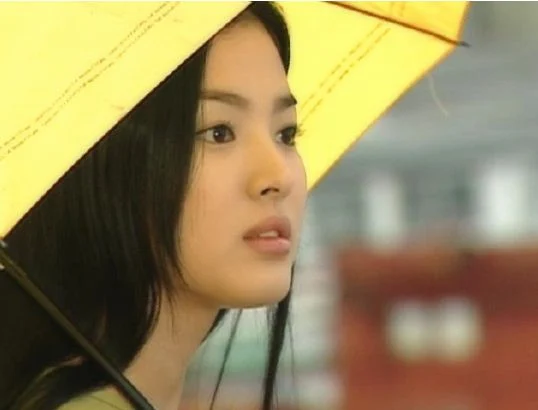
kbs2 드라마 가을동화에서 은서 역의 송혜교

송혜교는 2000년, KBS2 드라마 《가을동화》로 20살 나이에 첫 주인공을 맡았다. 이 작품은 당시 40%가 넘은 압도적인 시청률을 기록하였다. 송혜교는 《가을동화》에서 은서 역으로 송승헌, 원빈과 호흡을 맞추며 한류 스타로서도 큰 인기를 얻었다. KBS 연기대상에서 인기상, 포토제닉과 백상예술대상 TV부문 인기상을 수상했다.
2001년에는 MBC 드라마 《호텔리어》와 SBS 드라마 《수호천사》에 출연하였다.
2003년, SBS 드라마 《올인》에서 카지노 딜러 민수연 역을 맡아 이병헌과 호흡을 맞췄는데, 《올인》은 47.75%의 높은 시청률을 기록하였고, 송혜교는 SBS 연기대상 10대 스타상, 최우수연기상을 수상했다.
2004년에는 KBS2 드라마 《풀하우스》에서 단순 쾌활 명랑한 한지은 역을 소화했다. 이 드라마는 자신의 집을 찾기 위해 가정부로 들어간 일반인과 톱스타(정지훈 분)의 계약 결혼 및 알콩달콩한 스토리의 연애 스토리를 잘 연기해서  극찬을 받았고, 송혜교가 부른 〈곰 세 마리〉 노래도 세계적으로 큰 화제가 되었다. 시청률이 또 다시 40%를 넘는 빅히트를 기록함과 동시에 글로벌 흥행을 했으며 그녀는 멜로와 로맨틱 코미디로 연이은 글로벌 빅히트 작품들로 성공시켜서 국내와 해외에서 동시에 글로벌 한류 톱스타 반열에 올랐고, KBS 연기대상 최우수연기상, 인기상, 베스트커플상을 수상했다.

kbs2 드라마 풀하우스에서 한지은 역의 송혜교

같은해 출연한 SBS 드라마 《햇빛 쏟아지다》는 26.4%의 시청률을 기록했다.

### 2005-2015: 영화 데뷔와 해외 활동에 주력
2004년 12월 소속사 연영 엔터테인먼트와의 계약이 만료된 이후 2005년 4월에 싸이더스 HQ와 3년간의 매니지먼트를 계약하였다. 송혜교는 2005년 일본 영화《세상의 중심에서 사랑을 외치다》를 한국 정서에 맞게 리메이크한 영화《파랑 주의보》로 스크린 데뷔를 하였다. 고교생의 풋풋한 첫사랑을 다룬 영화로 이 작품은 다소 엇갈린 평가를 받으며 흥행에는 실패했다. 이 시기에 그녀는 영어를 공부하기 위해 잠시 동안 샌프란시스코에 갔고 이후 시애틀로 여행을 했다. 이에 대해 송혜교는 “나는 좋은 휴식을 취했다. 나 스스로를 반성 할 수 있는 좋은 기회였다.”라고 말했다.
2007년 북한 작가 홍석중의 소설을 영화화한 장윤현 감독의 영화 《황진이》에서 조선시대의 대표적인 기생 황진이 역을 연기했다. 이 작품에서 그녀는 절제된 색감의 한복과 분위기로 자신만의 황진이를 만들어냈고, 흥행에는 실패했으나 대한민국 영화대상 신인여우상을 수상했다. 2008년 헐리우드 독립 영화 《페티쉬》에 출연했다. 송혜교는 이 작품에서 대사 중 80% 이상이나 되는 영어 대사를 완벽하게 소화했다.
송혜교는 싸이더스 HQ와 매니지먼트 전속 계약이 끝나면서 2008년 6월 이든나인과 전속 계약을 체결했다. 당시 관계자에 따르면 그녀는 계약금이 없이 2년 전속 계약을 체결했다고 알려졌다. 동년 가을, 송혜교는 KBS2 드라마 《그들이 사는 세상》으로 4년만에 방송에 복귀하였다. 이 작품은 노희경 작가의 따뜻한 시선 아래 겉으로 보이는 방송국의 화려한 면모를 조명하기 보다는 방송국 사람들의 일반인과 다를 바 없는 진짜 모습, 그들 또한 사랑과 이해가 필요한 인간임에 초점을 맞추는 드라마로, 현빈과 호흡을 맞추었다. 그녀는 일과 사랑을 위해 치열한 삶을 살아가는 여성 주준영 역을 연기하며 마냥 귀엽거나 청순한 캐릭터가 아닌 자기 주장 강하고 때로는 실수도 하는 입체적인 여성을 그려냈다. 극중 단발머리로 출연했다.
2010년, 송혜교는 옴니버스 영화 《카멜리아》에서 장준환 감독의 가까운 미래에 사랑의 산업화로 인해 잃어버린 사랑의 기억을 찾는 작품 ‘러브 포 세일’에 출연하였다. 이 작품은 한국, 일본, 태국 3국 옴니버스 영화 ‘부산 프로젝트’로 부산을 배경으로 펼쳐지는 사랑에 관한 이야기를 다뤘다. 이 영화는 부산 국제영화제 공식 폐막작으로 첫 상영되었다.
2011년 전세계를 배경으로 한 한정판 사진집 《모먼트 송혜교》(Moment, Song hyekyo)를 발매하였다. 이 사진집은 5년에 걸쳐 3대륙, 6개국인 파리, 뉴욕, 암스테르담, 부에노스 아이레스, 피렌체를 비롯한 토스카나 지방, 제노바를 비롯한 리구리아 지방, 이구아수 폭포와 남미의 파타고니아 지방에서 촬영되었고, 세계적인 패션사진 작가 피터 린드버그와 수퍼모델이며 뉴욕의 패션지 Nylon의 편집장으로 활동했던 헬레나 크리스텐센, 쟝 프랑소와 칼리, 한국 포토그래퍼 KT KIM, 박지혁 작가 등이 참여했다. 판매 수익금은 어린이재단에 기부되었다. 2011년 이정향 감독의 영화 《오늘》로 다큐멘터리 PD 다혜 역을 맡아 4년 만에 국내 영화에 복귀했다. 이 작품은 약혼자를 죽인 17세 소년을 용서한 다큐멘터리 PD 다혜와 가족에게 버림받은 천재 소녀 지민(남지현 분)의 상처받은 내면을 그린 작품으로 1년 후 자신의 용서가 뜻하지 않은 결과를 불러오면서 다혜가 겪는 혼란과 슬픔, 그리고 그 끝에서 찾아낸 찬란한 감동을 그려냈다는 평을 받았다. 송혜교는 마지막 기념촬영을 마친 후 “《오늘》은 내 연기 인생의 터닝포인트가 되는 작품이다.”라고 말했다. 또한, 그녀의 섬세한 감정연기와 절제된 심리연기는 평단의 호평을 받아 2011 올해의 여성영화인 시상식에서 올해의 여성영화인 연기상을 수상했다. 수상 소감에서 송혜교는 “데뷔한지는 오래됐는데 영화 연기상은 처음 받는다. 정말 감사드린다. 좋은 영화와 캐릭터를 만날 수 있게 해준 이정향 감독님이 계셨더라면 더 좋았을 텐데 아쉽다”에 이어 “영화 연기상을 받은 지금 이 순간도 너무 떨리는데, 청룡 영화제라면 어떨지 상상조차 하지 못하겠다.”라며 감격의 눈물을 보였고, 마지막으로 “영화 《오늘》이 더 좋은 환경에서 관객들과 만날 수 있었다면 좋았을텐데 그러지 못해 아쉽다. 주위 모든 지인분들께 감사드리고 항상 열심히 해서 더 좋은 연기를 보여드리겠다.”라고 말했다. 같은 해, 그녀는 아시아 배우 최초로 프랑스 최대 에이전시와 계약을 체결하였다.
2012년 송혜교가 집필한 포토에세이 《혜교의 시간》을 발매했다. 이 사진집은 송혜교가 지난 14년동안 활동하면서 팬들에게 보여주지 못했던 가슴 깊숙한 곳의 이야기를 들려주는 책으로 여배우로서의 일상, 어린시절 미공개 이야기 및 지난 몇 년간 세계 최고의 사진작가들과 함께 작업한 화보도 함께 실었다. 송혜교는 전설적인 액션스타 이소룡의 스승인 엽문의 일대기를 그린 왕가위 감독의 전기 영화 《일대종사》에 캐스팅 되어 첫 중국영화에 출연하기 앞서 광둥어과 무술을 배웠다고 한다. 이 작품에서 그녀는 지난 2009년 캐스팅이 확정되었고, 3년간의 제작기간을 거쳐 2012년에 공개되었다. 당시 촬영에 대해 송혜교는 “당시 정말 외로웠다. 첫 중국영화였고 촬영지가 완전 시골이라 아무것도 할 수 없었다. 촬영이 끝나면 운동하고 숙소에서 대본밖에 안봤다. 그러다보니 감정 기복도 심해지더라. 나중엔 정신병 걸리는 줄 알았다.”라고 고백하기도 했다. 또한 송혜교는 영화 ‘일대종사’ 촬영 당시 왕가위 감독과 출연 분량과 촬영 일정 등의 문제로 불화설에 휘말리게 되었는데, 이에 대해 지난 2013년 홍콩을 방문한 송혜교는 현지 언론과의 인터뷰에서 “촬영 중 약간의 마찰과 이해하지 못하는 부분이 있었다.”라고 왕가위 감독과의 불화설을 일부 인정하였고, “솔직히 쉬운 작업은 아니었다. 왕가위 감독님과의 첫 작업이었고 한국과는 시스템이 많이 달랐기 때문에 어려울 때도 있었고 즐거울 때도 있었다. 힘들었던 만큼 성숙해질 수 있던 시간이었다. 앞으로 기회가 된다면 분량에 상관없이 훌륭한 감독님과 배우분들과 함께하며 좋은 경험을 하고 싶다”라며 촬영 소감을 말했다.
2013년, 일본 드라마 《사랑따윈 필요없어, 여름》을 리메이크한 SBS 드라마 《그 겨울 바람이 분다》에 출연하였다. 이 작품은 노희경 작가와 김규태 PD가 의기투합해 시청자들의 가슴을 울리는 이야기와 감각적인 영상미를 선보였으며, 송혜교는 4년만에 방송에 복귀해 시각장애를 앓고 있는 오영 역을 맡았다. 송혜교는 SBS 연기대상 10대스타상, 최우수연기상과 에이판 스타 어워즈 대상을 수상했다.
2014년, 송혜교는 김애란 작가의 동명소설을 원작으로 조로증에 걸린 아들과 아들보다 더 젊은 부모의 이야기를 다룬 이재용 감독의 영화 《두근두근 내 인생》에서 첫 엄마 역을 연기했다. 같은 해 오우삼 감독의 로맨스 시대극 영화 《태평륜》에 출연하였다. 이 작품은 오우삼 감독과 프로듀서 테렌스 창이 2년 넘게 준비한 대작으로 1930년대 격동의 중국 근대기 속에서 피어난 사랑과 아픔을 멜로 서사극이다. 2008년 칸 국제영화제에서 송혜교가 오우삼 감독과 함께 참석해 제작발표회를 갖기도 했지만 이후 여러 사정으로 제작이 지체되기도 했다. 극중 그녀는 상하이 금융가 집안에서 태어난 시대의 아픔과 함께 성장하는 강인한 여성 주온분 역을 맡아 현대적이고 자유로운 성격에서 성숙하고 지혜로운 여성으로 변화하는 모습을 그려냈다. 이 영화는 2014년과 2015년에 걸쳐 파트 1와 파트 2로 나눠 개봉되었다.
2015년엔 중국 로맨틱 코미디 영화 《나는 여왕이다》에 출연하였다.

### 2016-현재:태양의 후예로 다시 글로벌 대흥행, 굳건한 최고의 한류스타
2016년, KBS2 드라마《태양의 후예》에서 송중기와 호흡을 맞추었다. 이 작품은 작가 김은숙과 김원석이 3년간 공들여 준비한 프로젝트로, 사전 제작되었다. 극한의 상황에서도 생명의 존엄성을 중시하며 책임감을 다하는 흉부외과 전문의 강모연 역을 맡아 유시진 대위 역을 연기한 송중기와 달콤한 로맨스로 38.8%의 압도적인 시청률을 기록하며 2016년 최고의 화제작이라 불리는 등 신드롬급 인기를 끌었다. 2016년 12월 31일 KBS 연기대상에서 대상, 베스트 커플상, 아시아 최고커플상을 수상했다. 대상 트로피를 받은 송혜교는 “제작진 덕분에 좋은 작품을 남길 수 있었다.”라며 고마움을 표하며, “캐스팅 제의를 받았을 때 개인적으로 고민이 많은 시기였다. 작품을 하는 게 맞나 싶어 수없이 고민했는데 끝까지 믿고 용기를 주신 감독, 작가님께 감사하다. 연기하는 동안 너무 행복했다. 최고의 파트너 송중기 씨가 없었다면 이 자리에 설 수 없었을 것이다. 시청자 분들에게도 감사하다. 내년에 더 멋진 모습으로 많은 분들 앞에서 연기 하겠다.”라며 소감을 전했다.
2018년 11월부터는 tvN에서 방영한 드라마《남자친구》에서 차수현 역으로 박보검과 호흡을 맞췄다. 드라마 남자친구는 2회만에 10%를 넘는 시청률을 기록하며 여전한 송혜교의 스타파워를 입증했고 일본 등 아시아권에서 인기를 끌었다.
2022년 12월 넷플릭스에서 첫 공개된 넷플릭스 드라마 '더 글로리'는 공개 이후 글로벌 흥행 기록을 세우며 큰 인기를 얻었다. 2022년 12월 30일에 공개된 더 글로리 파트1과  2023년 3월 10일 공개된 더 글로리 파트2 모두 공개 후 전 세계 넷플릭스에서 1위를 차지하며, 38개국에서 1위를 기록하는 등 높은 세계적인 흥행 성과를 기록했다. 또한, 공개 첫 날부터 넷플릭스 앱 사용자 수 최고 기록을 경신하는 등 다양한 흥행 기록을 달성했다. 송혜교의 연기도 평단과 전세계 시청자들 모두에게 찬사와 호평을 받았으며 송혜교는 넷플릭스 드라마 "더 글로리"로 제2회 청룡시리즈어워즈 시상식에서 최고의 영예인 대상을 수상했으며 또한, 제59회 백상예술대상 TV 부문 여자 최우수연기상도 수상했다.
영화 "검은 수녀들"은 손익분기점을 돌파하며 흥행에 성공했다. 송혜교 배우의 복귀작이자 첫 오컬트 영화로서, 개봉 초반부터 높은 관심을 받았다. 필리핀 등 해외에서도 개봉하여 2주 연속 박스오피스 1위를 차지하며 해외에서도 좋은 반응을 얻고 있다.

## 결혼
송혜교는 2015년 사전제작으로 촬영된 KBS 2TV 드라마 《태양의 후예》(2016년 방영)로 인연을 맺은 4살 연하의 배우 송중기와 결혼한다고 2017년 7월 5일 발표했다. 송혜교는 이날 오후 자신의 팬 카페 혜바라기에 장문의 글을 남기기도 했다. 그리고  2017년 10월 31일 서울 중구 장충동 신라호텔 영빈관에서 송중기와 결혼식을 올렸다.
그러나 결혼 2년 후인 2019년 6월 26일 서울가정법원에 이혼조정신청서를 접수하면서 이혼을 하게 되었다. 슬하에 자녀는 없다.

## 기타

### 산불 피해 주민 위해 긴급 구호활동에 기부
강원·경북 지역 산불피해자들의 긴급구호 지원을 위해 1억원을 기부했다.
대한적십자사는 송혜교가 성금 1억원을 적십자에 기탁했다고 2022년 3월 7일 밝혔다.
송혜교는 기부와 함께 "산불로 삶의 터전을 잃은 이재민들이 일상으로 빨리 돌아가길 바란다"며 "성금이 피해 주민과 현장 긴급구호 인력 등 많은 분에게 도움이 되었으면 좋겠다"는 내용의 위로와 입장을 전했다. 송혜교가 성금은 산불 피해가 발생한 강원, 경북 등 지역 적십자 지사를 통해 이재민 긴급 구호 활동에 사용된다.

### “아파트 광고 출연 자제” 요청에 호응
2007년 6월 중순 경제정의실천시민연합은 “선분양에다가 거품이 잔뜩 낀 아파트를 파는 데 유명 연예인의 명성이 이용되고 있는 만큼, 공인(?)으로서 광고 출연을 신중하게 생각해 달라”라고 요청하는 내용의 편지를 아파트 광고에 출연하고 있는 유명 연예인 9명한테 보냄. 이에 대해 송혜교 씨의 매니저는 “송혜교 씨도 이미 언론 보도를 통해 집값의 문제점에 대해 어느정도 알고 있었고 편지 내용에 공감했다”라며 “편지를 받은 뒤 아파트 광고 재계약 기간이 돌아왔지만 재계약을 하지 않았고 앞으로도 아파트 광고는 하지 않을 생각”이라고 말했다.

### 일본 미쓰비시자동차 CF 모델 제의 거절
2016년 4월 11일 일본 미쓰비시자동차로부터 중국에 방송될 광고 모델로 거액의 제의를 받았으나, 일제강점기 강제노역으로 소송 중인 전범 기업이라는 이유로 거절했다.

### 세무대리인의 가공경비 계상으로 인한  탈세 논란
14년 8월 18일 "S씨는 2012년 서울지방국세청의 세무조사 과정에서 2009년부터 3년간 종합소득세 신고시 여비·교통비 등 총 59억 5,300만여 원 중 92.3%에 해당하는 54억 9,600만 원을 아무런 지출 증명서류 없이 필요경비에 산입해 신고한 것으로 드러나 조사 결과에 따라 해당 금액과 가산세 등을 추후 납부한 것으로 알려졌다."라는 보도가 나왔다. []
2014년 8월 19일 새벽 3시경 동아일보에서 송혜교가 소득을 적게 신고해 3년간 25억을 덜 냈다가 세무조사를 받고 뒤늦게 납부하였다며 실명을 공개해버렸다.
이후 공개된 감사원보고서에 의하면 지출 증빙없는 가공경비과 이중비용처리한 혐의로 조사후 추가징수 및 가산세 납부등의 처분을 받았음이 확인되었다.
“지출 증빙없는 가공경비를 계상하는 방식으로 종합소득세를 탈루한 혐의가 있음 이라고 기재된 조세범칙조사심의 요구서를 검토,결제하였고”
"여비교통비등 지출증빙 없이 가공으로 계상하거나 신용카드영수증 및 신용카드 사용실적명세서를 중복 제출하여 이중비용처리"하였다고 기재된 조세범칙조사 대상 선정 심의결과 통보서를 검토 결제하였으며”
]
이 처분후 추가적으로 서울 강남세무서로부터 '2008년도 소득분에 대하여 똑같은 이유로 추가 징수를 하겠다'는 내용을 통보받고 약 7억 원을 추가 납부하였다
또한 국회청문회에서 고의적 행위이기 때문에 추가적인 처분이 필요했으나 하지 않았다며 봐주기를 한거 아니냐는 질책을 받았고 국세청은 실수를 인정하고 담당 사무관을 징계처분하였다고 답변하였다. []
이러한 봐주기 논란에 대하여 한국납세자연맹은 탈세혐의자의 로비 여부에 따라 세금 액수가 수십억 원이 달라지는 후진적인 세무행정이 남아있는 나라에서 누가 로비의 유혹을 뿌리칠 수 있겠냐"며 후진전인 국세행정이 문제라고 입장을 밝혔다.[]
세무학 교수는 "예를 들면 연예인 송혜교의 탈세 사건처럼, 사기 그밖의 부정한 행위에 분명 해당되지만, 과세관청이 국세부과제척기간 연장을 하지 않아서 감사원의 지적을 받거나 또는 과세관청이 자체적으로 판단해 검찰에 고발을 하지 않는 경우가 많이 있기 때문이다."라고 말했다.[]
YTN에서 세무사의 발언을 인용해 "과정을 설명듣지 않거나 세무대리인이 임의로 그렇게는 처리했다고 보기는 어려울 것 같습니다" 라고 보도했다.[]
MBC 리얼스토리 눈에서는 "송혜교 씨가 직접 들었든 아니면 송혜교 씨를 대신해서 이 일을 처리하는 기획사든 매니저든 의사결정을 하는 분이 있을 겁니다.탈세 방법이 너무 단순하고 무식했어요. 54억 원이 증빙 없이 ‘숫자만 54억 원을 썼습니다.’라고 계산이 되었다는 거예요. 이건 전문가로서는 도저히 납득할 수 없는 행태죠.”라고 인용했다.
[]
이후 송혜교는 관련 일은 모두 세무대리인의 독단이며 관련 사안에 관여하지 않았다는 입장을 밝혔고 담당세무대리인은 가공경비 계상및 이중비용처분 등의 이유로 징계를 받았다.[]

## 학력
- 서울대도초등학교 (졸업)
- 숙명여자중학교 (졸업)
- 은광여자고등학교 (졸업)
- 세종대학교 영화예술학과 00학번 (중퇴)

## 저서
- 2011년《MOMENT SONG HYE GYO 모멘트 송혜교》(사진집, 낭만북스) ISBN 978-89-94842-12-7
- 2012년《혜교의 시간》(포토에세이, 낭만북스) ISBN 978-89-94842-22-6